# Mamenchisàurids
Els mamenchisàurids (Mamenchisauridae) constitueixen una famílis de dinosaures sauròpodes. Aquesta família fou anomenada pels paleontòlegs xinesos C.C. Young i H.C. Chao l'any 1972, en un article que describia el gènere mamenchisaure. Altres mamenchisàurids podrien ser Chuanjiesaurus, Eomamenchisaurus, i Tonganosaurus. Els fòssils de mamenchisàurids s'han trobat a la formació de Shangshaximiao, que data de l'estatge Oxfordià, de fa uns 161,2 i 155,7 Ma (milions d'anys). Els fòssils de Chuanjiesaurus daten d'entre fa 175,6 i fa 161,2 Ma, mentre que els de l'eomamenchisaure que es van trobar a la formació de Zhanghe, es creu que daten d'entre fa 175,6 i fa 161,2 Ma. Els fòssils de tonganosaure són encara més antics, del Juràssic inferior.